# منتصلة نازعة للنترات
منتصلة نازعة للنترات (الاسم العلمي: Achromobacter denitrificans) هي نوع من البكتيريا، سلبية الغرام، تتبع المنتصلة.